# 馬浣
馬浣（ば かん、朝鮮語: 마완）は、中国殷王朝の政治家。
中国殷王朝人の馬浣は、学識と徳の高い政治家であり、紂王の暴政を誡め、政治の混乱を避けて馬浣の子の馬莊とともに隠居する。中国殷王朝滅亡後、中国殷王朝の政治家である箕子とともに朝鮮に入朝した。その際に、『経書』を朝鮮にもたらした。
馬浣の子孫である馬黎は、温祚王による百済建国に元勳として参加し、左輔の官職を務めるなど百済建国に大きな役割を果たした。
朝鮮氏族の長興馬氏と木川馬氏は馬浣の子孫である。